# ブレイブ・ブラザーズ
Brave Brothers（ブレイブ・ブラザーズ、朝: 용감한 형제（ヨンガマン・ヒョンジェ）、1979年6月7日 - ）は、韓国の音楽プロデューサー、作曲家、シンガーソングライター、元子役。Braveエンターテインメント代表。本名はカン・ドンチョル。

## 経歴
幼少期より芸能界にて活動し、小学生時は子役として活動していた。
10代時は素行不良で暴力団と関係があり、前科12犯であった。高校を中退し、両親の前で逮捕され、17歳で少年院に入所し、その後も2年半の保護観察となった。
当初は兄とヨンガマン・ヒョンジェ（용감한 형제、Brave Brothers）としてミュージシャン活動していたが、途中から1人で名前を使い続けている。2002年にYGエンターテインメントに所属したが、ミュージシャン活動は楽な物ではなく、生活苦となり、制作者へ方向転換を行った。音楽知識が無かったが、作曲は独学で身に付け、学べる物は何でも身に付けて吸収していった。その後は専属作曲家として様々なミュージシャンに楽曲を提供し、積極的に制作活動を行い続けた。
2008年にBraveエンターテインメントを設立して代表に就任。ソン・ダムビの『Crazy (미쳤어)』をヒットさせて知名度を広げ、その後も楽曲提供を行っていくなど躍進を続けて事業を拡大していき、2009年8月18日に自身によるシングル『Attitude』をリリース。その後はBraveエンターテインメントより自身によるプロデュースグループであるElectroboyz、Brave Girls、BIGSTAR、1PUNCH、DKB、Candy Shopをデビューさせ、BIGSTARは2014年に韓国ミュージシャン史上初の日本国内100回連続コンサートを記録し、2016年にはCHERRSEE（日本のグループ）のプロデュースを行なった。

## 人物
- Brave Brothersの韓国語表記である「용감한 형제」（ヨンガマン・ヒョンジェ）は「勇敢な兄弟」という意味。強固な意志を持った人物であり、基本や基礎を大事にしており、その上で「絶対にやってやるんだ」「絶対に勝ちぬく」「始めたばかりの頃は狂ったように努力する」ということを大事にしている[10][11]。
- 作曲は独学で身に付け、学べる物は何でも身に付けて吸収していった[7]。コードの知識が無く、楽譜も見ないと語っており、作曲はインスピレーションなどのフィーリングで行っていると語っている[2][3]。
- Brave Brothersは日本との関係があり、元々はヒップホップを中心に制作を行なっていたが、日本滞在時でのエレクトロミュージックとの出会いをきっかけに方向性が変わり、ポップにエレクトロミュージックを組み合わせて制作するようになり、ヒップトロニカという音楽ジャンルを確立させた[12]。音楽性に関しては着飾った表現よりストレートで刺激的な表現やパワフルなサウンドを好んでいる[12]。流行りに流されることを危惧しており、歌の上手い歌手ばかりになってしまうと音楽シーンは駄目になってしまい、聴かせる歌手・ダンス歌手・アイドル歌手など多様なジャンルの歌手が上手く融合している状態がベストであり、ブームに流されずにきちんと曲を作っていく必要があると語っている[12]。また切実な気持ちで制作すると偶然ではない成功に繋がるという趣旨を語っている[7]。
- ハードワーカーであり、2013年に2週間以上スタジオから出ずに昼夜作業を続けた激務により、9月10日に気絶し、倒れて病院に搬送された[13]。
- 2016年の取材にて[11]、2014年の『YG FAMILY WORLD TOUR』日本初公演が初来日となり、その後は数え切れないほど来日していると語っている。しかし2014年以前である2011年10月13日の取材の時点で過去の来日経験を既に語っていて矛盾しており[12]、詳細は不明。
- 好物は日本のカレーであり、CoCo壱番屋が好きな店である[11]。

## プロデュース

### 統括プロデュース

#### 現在のプロデュース
- DKB
- Candy Shop
- HIP-KONGZ

#### 過去のプロデュース
- Electroboyz
- Brave Girls
- BIGSTAR
- 1PUNCH
- CHERRSEE

## 受賞歴
- 2011年 - 第19回韓国文化芸能大賞